# Илия Юруков
Илия Юруков е български футболист, полузащитник, играещ за сръбския елитен Раднички (Ниш).

## Кариера
На 7 май 2017, той прави дебюта си за Левски, заменяйки Тунде Адениджи в 83-тата минута в мача срещу Черно море, спечелен с 1:0. . През 2021 напуска Левски, като се присъединява към ФК Арда

## Статистика
| Клубно представяне | Клубно представяне | Клубно представяне | Лига   | Лига   | Купа             | Купа             | Континетални | Континетални | Други  | Други  | Общо   | Общо   | Общо |
| Клуб               | Лига               | Сезон              | Мачове | Голове | Мачове           | Голове           | Мачове       | Голове       | Мачове | Голове | Мачове | Голове |      |
| България           | България           | България           | Лига   | Лига   | Купа на България | Купа на България | Европа       | Европа       | Други  | Други  | Общо   | Общо   |      |
| ------------------ | ------------------ | ------------------ | ------ | ------ | ---------------- | ---------------- | ------------ | ------------ | ------ | ------ | ------ | ------ | ---- |
| Левски (София)     | Първа Лига         | 2016/17            | 2      | 0      | 0                | 0                | –            | –            | –      | –      | 2      | 0      |      |
| Левски (София)     | Общо               | Общо               | 2      | 0      | 0                | 0                | 0            | 0            | 0      | 0      | 2      | 0      |      |
| Клубна статистика  | Клубна статистика  | Клубна статистика  | 2      | 0      | 0                | 0                | 0            | 0            | 0      | 0      | 2      | 0      |      |